# دموزي أبزو
دموزي-أبزو (السومرية: 𒀭𒌉𒍣𒍪𒀊، «الطفل الصالح للأبزو»)، تُكتب أحيانًا دموزيابزو، كانت إلهة من بلاد ما بين النهرين تُعبد في ولاية لجش. كانت الإلهة الوصية لكيونير.
يفترض في الدراسات الحديثة أنه في معظم السياقات لا ينبغي الخلط بين دموزي أبزو ودوموزي، زوج إنانا، على الرغم من إمكانية اختصار اسمها إلى دموزي. ومع ذلك فمن الممكن أنه بعد التوقف عن عبادتها، أسيء فهم اسم دموزي-أبزو على أنه يخصه.

## الشخصية
كانت دموزي أبزو هي الإلهة الحارسة لكينونير، وهي مدينة تقع بالقرب من لجش. وكانت تُعرف أيضًا باسم كينيرشا. ليس من المتفق عليه عالميًا أن كينير كان شكلًا آخر يحمل نفس الاسم، لكن مانفريد كريبرنيك يجادل مع ذلك بأن إلهة مدينتها، نين-كينير، «سيدة كينير»، كانت اسمًا لدوموزي-أبزو. الإشارة إلى دورها كإلهة المدينة معروفة من الرثاء على تدمير أور، والتي بموجبها خلال فترة مضطربة «هجر دوموزيابزو المنزل في كينيرشا».
من المفترض أنها تنتمي إلى دائرة الآلهة المرتبطة بنانشي، وأنها ربما كانت مرتبطة ارتباطًا وثيقًا بشكل خاص بابنتها نين-ماركي. دموزي ابزو موجود في قوائم العروض المختلفة المرتبطة بعبادة نانشي. وهي تحدث فيها بالقرب من آلهة مثل هندورساغا ونيندارا ونينشوبور. ومن الممكن أيضًا أنها كانت تعتبر زوجة هندورساغا في الألفية الثالثة قبل الميلاد، على الرغم من أن العلاقات الأسرية بين الآلهة لم تكن منظمة بعد في ذلك الوقت. في فترات لاحقة، ارتبطت هندورساغا بدلًا من ذلك بنينموغ، التي كانت في الأصل زوجة إيشوم.
تشير النصوص من لجش إلى أن دموزي أبزو كان من بين الآلهة التي يُعتقد أنها مسؤولة عن جعل الحاكم فاضلاً، والأعضاء الآخرون في هذه المجموعة هم إنكي، وجاتمدوغ، وهيندورساجا، وإنانا، ولوغالوروب، ونانشي، ونيندارا، ونينورتا. ومع ذلك، بناءً على الكم المتفاوت من القرابين التي تلقوها، فمن المفترض أن هذه الآلهة لم تعتبر متساوية في الرتبة.
في حين أن ثوركيلد جاكوبسن، بناءً على موقع مركز عبادتها، وضعها بين الآلهة المرتبطة بـ «قوة الماء والقصب والطيور والأسماك» جنبًا إلى جنب مع إنكي وأسلوهي ونانشي ونين-ماركي، فإن الرأي القائل بأنه يمكن تجميع آلهة بلاد ما بين النهرين على أساس «الإمكانات البيئية لموائلها الخاصة» تم انتقاده من قبل ويلفريد جي لامبرت، الذي وصفه بأنه يخلق «نظامًا أكثر مما هو موجود بالفعل». يلاحظ فرانس ويجرمان أنه في بعض الحالات، عندما يتم إثبات مثل هذه الارتباطات فعليًا، مثل العلاقة بين إله القمر نانا ورعي الأبقار، قد تمثل في أفضل الأحوال تطورات ثانوية.

## دموزي أبزو ودوموزي
على الرغم من أن اسمها دوموزي أبزو وُصفت بأنها شخصية شبيهة بدوموزي في الدراسات القديمة، إلا أن هذا الرأي لم يعد يعتبر صحيحًا. يعترف أندرو ر. جورج بأن هذا ينطبق على دوموزي-أبزو باعتباره إلهًا أنثويًا متميزًا، لكنه يرى أنه في الألفية الثانية والألفية الأولى قبل الميلاد، ربما كان الاسم بمثابة لقب للذكر دوموزي، مما يشير إلى دوره في دور الإله. إله العالم السفلي. يبدو أن الخلط بين دموزي أبزو ودوموزي موجود في بعض النصوص الأدبية. على سبيل المثال، في إحدى أغاني الحب، تخاطب إنانا حبيبها باسم دموزي-أبزو، بدلاً من دموزي. في قائمة الآلهة ان= انوم، يشير اسم دموزي أبزو إلى إله ذكر ثانوي، وهو ابن إنكي، على الرغم من أنه في النص الذي يعتبر سلفه البابلي القديم، دموزي أبزو أنثى (وتم تلميعه أيضًا كاسم لـ سربانيط) ). تقترح أكيكو تسوجيتا أن الذكر دوموزي-أبزو تطور بسبب الخلط بين دوموزي-أبزو ودوموزي، مما أدى إلى افتراضات بأنها كانت إلهة ذكر، وتم تعيينها لاحقًا في بلاط إنكي بناءً على وجود أبزو في الاسم.
من المثير للجدل ما إذا كان الاسم المستعار دموزي الموجود في الوثائق الإدارية قبل سرجونيك والأسماء الثيوفورية يجب تفسيره على أنه دموزي-أبزو أو على أنه زوج إنانا. الأخير غائب عن قوائم الآلهة التي سبقت العصر البابلي القديم، ولكن يُقترح أحيانًا أنه قد يكون موجودًا بالفعل في أسماء من فترة أور الثالثة أو حتى فترة فارا. على سبيل المثال، من غير المؤكد أيضًا ما إذا كان الإله الذي تم استدعاؤه في عدد من الأسماء الإلهية من لجش، مثل جيمي-دوموزي أو أور-دوموزي، يجب أن يُفهم على أنه دموزي-أبزو أو دموزي. ومن المعروف أنه في كينونير، يمكن اختصار اسم دموزي أبزو إلى دموزي. يقول مانفريد كريبرنيك أنه في أقدم المصادر، مثل تلك التي ترجع إلى عصر الأسرات المبكرة في فارا، ينبغي فهم اسم أماوسومجال فقط على أنه يشير إلى الذكر دوموزي. ويقترح أن الاسم الأخير بدأ استخدامه لأول مرة للإشارة إليه في أوروك وأوما في فترة سرجونيك، بينما أشار في المصادر السابقة إلى دموزي أبزو.
بالإضافة إلى دوموزي-أبزو، كان يُعبد أيضًا إله ثانٍ يحمل اسمًا مشابهًا في لكش، وهو دوموزي-جوينا («الطفل الصالح لغرفة العرش»)، ولكن لا يوجد ما يشير إلى وجود أي علاقة بينهما. من الممكن أن تكون دموزي غوينا أيضًا إلهة وليست إلهًا.

## العبادة
كان دموزي أبزو من بين الآلهة التي كانت تُعبد في ولاية لجش. ويوجد معبد مخصص لها في كينونير. ومن الممكن أنها كانت تضم أيضًا مزارات لنرغال وننجيشزيدا. في وقت ما تم نهبها من قبل لوغال زاغيسي. غالبًا ما يظهر كينونير في وثائق من فترة أور الثالثة إلى جانب نينا، مركز العبادة في نانشي. وكان مرتبطا بصناعة النسيج. بنى أور بابا معبد دموزي أبزو، المشار إليه باسم «سيدة كينونير» في النقوش ذات الصلة، في جيرسو. يوجد أيضًا معبد مخصص لها في نينا. ومع ذلك، لا توجد أسماء محددة لجميع معابدها غير معروفة حاليًا. يبدو أيضًا أن بعض الأسماء الجغرافية من منطقة لجش تشير إليها، على سبيل المثال دو-دموزي، «تل دموزي (أبزو).» كهنة سانجا في دوموزي أبزو موثقون جيدًا في مصادر من ولاية لجش. ورجال دينها موجودون أيضًا في مصادر فترة أور الثالثة.
أطلق إياناتوم من لجش على نفسه لقب «محبوب دوموزي أبزو». ومع ذلك، فهي غائبة عن الألقاب الرسمية للحكام الآخرين لهذه الدولة المدينة. تم ذكرها في صيغة لعنة جوديا لجش، المنقوشة على أحد تماثيله. وهي الإلهة الثانية قبل الأخيرة المذكورة، والتي تظهر بعد نين-ماركي وقبل الإله الشخصي للملك نينجيشزيدا. الآلهة الأخرى التي تم استدعاؤها فيها هي آنو، إنليل، نينهورساج، إنكي، سين، نينجيرسو، نانشي، نيندارا، جاتمدوغ، باو، إنانا، أوتو، هندورساغا، إيغاليم وشولشاغا.
إحدى الترانيم من مجموعة تم تأليفها على الأرجح تحت حكم أسرة سارجونيك مخصصة لدوموزي أبزو.
توقفت عبادة دموزي أبزو إلى حد كبير بعد فترة أور الثالثة بسبب تراجع لجش كمركز سياسي وديني.